# Aszó (Bákó megye)
Aszó (Asău) település Romániában, Moldvában, Bákó megyében.

## Fekvése
A Tatros völgyében, Kománfalva mellett, az Aszó patak és a Tatros összefolyásánál fekvő település.

## Története
Aszó valószínűleg a 19. században keletkezhetett. Nevét 1858-ban említették először.
1898-ban 1015 lakost számoltak itt össze.
1930-ban 3608 lakosa volt, melyből 49 magyar nemzetiségűnek, 47 magyar anyanyelvűnek és 78 római katolikusnak vallotta magát.